# Léo (Burkina Faso)
Pour les articles homonymes, voir Léo.
Pour le département et la commune urbaine, voir Léo (département).
Léo est une ville et le chef-lieu du département et la commune urbaine de Léo, située dans la province de la Sissili et la région du Centre-Ouest au Burkina Faso.

## Géographie
Léo, ville principale de la Sissili, est au croisement de la route nationale 6, de la route nationale 13 et de la route nationale 20.
La ville est divisée en dix secteurs.

## Éducation et santé
La ville accueille deux centres de santé et de protection sociale (CSPS), l'un dans le secteur 1, l'autre dans le secteur 5.